# Sparkasse Schwyz
Sparkasse Schwyz AG é um banco de poupança regional no cantão suíço de Schwyz, fundado em 1812 e, portanto, um dos bancos mais antigos em operação contínua no mundo. O banco possui escritórios em Schwyz, Brunnen, Goldau e Küssnacht am Rigi. Em 2008, possuía 61 funcionários. Está associado ao RBA-Holding.